# Чтобы помнили
«Чтобы помнили» — цикл документальных программ об известных в советское время актёрах, уже ушедших из жизни, многих — незаслуженно забытых. Автор и ведущий этого цикла — Леонид Филатов. Многих героев своей передачи он знал лично.

## Хронология развития передачи
Первые два года Леонид Филатов работал над фильмами цикла при участии Студии кинопрограмм РГТРК «Останкино», но после её ликвидации и образования ОРТ руководство нового канала отказалось финансировать проект. Тогда свои услуги Филатову предложила Ирена Лесневская, основатель телекомпании REN-TV.
В 1996 году программа номинировалась на премию ТЭФИ в категории «лучшая авторская программа».
В январе 1999 года по инициативе руководителя программы Людмилы Гордиенко (но без её предупреждения) были изъяты 450 кассет с архивными и исходными материалами прошедших в 1995—1998 годах программ. Как следствие, анонсированная на 28 января 1999 года передача о Владимире Дружникове не вышла в эфир на телеканале REN-TV (впоследствии она была показана через два месяца, 25 марта, уже на ОРТ). По утверждению в присланной через некоторое время увольнительной записке Гордиенко, которая считала кассеты своим личным имуществом, это было связано с урезанием зарплаты ряда сотрудников REN-TV после дефолта. Руководителем программы была назначена Ирина Химушина, работавшая редактором и сценаристом в Главной редакции программ для детей ЦТ СССР.
В связи со смертью Леонида Филатова 26 октября 2003 года программа была закрыта.
15 ноября 2003 года вышел выпуск об Андрее Миронове, указанный в телепрограмме под названием «„Чтобы помнили…“ Леонид Филатов. Последние программы». 4 декабря в эфир вышла программа, посвящённая самому Леониду Филатову (этот выпуск вёл Леонид Ярмольник). Затем 18 января 2004 года вышел выпуск о Борисе Бабочкине. Тем не менее, «Первый канал» показал не все отснятые программы, мотивируя это тем, что такой ход может расстроить зрителей. Всего оставалось 4 выпуска, которые впоследствии вышли на одном из кабельных телеканалов.

## Список выпусков

### 1993 год
- Глава 1. Инна Гулая
- Глава 2. Леонид Харитонов

### 1994 год
- Глава 3. Ольга Бган[9]
- Глава 4. Изольда Извицкая
- Глава 5. Валентин Зубков
- Глава 6. Юрий Белов
- Глава 7. И всё же...

### 1995 год
- Глава 8. Анатолий Солоницын
- Глава 9. Екатерина Савинова
- Глава 10. Алексей Глазырин
- Глава 11. Олег Даль
- Глава 12. Юрий Демич
- Глава 13. Сергей Гурзо
- Глава 14. Виктор Михайлов
- Глава 15. Людмила Фетисова
- Глава 16. Юрий Богатырёв
- Глава 17. Николай Гринько
- Глава 18. Владимир Ивашов

### 1996 год
- Глава 19. Иван Миколайчук
- Глава 20. Леонид Быков
- Глава 21. Николай Рыбников
- Глава 22. Всеволод Сафонов
- Глава 23. Валентина Телегина
- Глава 24. Вадим Спиридонов
- Глава 25. Станислав Хитров
- Глава 26. Людмила Целиковская
- Глава 27. Эдмонд Кеосаян
- Глава 28. Игорь Озеров
- Глава 29. Александр Кайдановский

### 1997 год
- Глава 30. Микаэла Дроздовская
- Глава 31. Павел Панков
- Глава 32. Сергей Столяров
- Глава 33. Фрунзик Мкртчян
- Глава 34. Майя Булгакова
- Глава 35. Сергей Лукьянов
- Глава 36. Алексей Смирнов
- Глава 37. Николай Волков
- Глава 38. Георгий Бурков
- Глава 39. Валентина Владимирова

### 1998 год
- Глава 40. Вацлав Дворжецкий
- Глава 41. Владимир Высоцкий[10]
- Глава 42. Владислав Дворжецкий
- Глава 43. Ефим Копелян
- Глава 44. Юрий Толубеев
- Глава 45. Юрий Каморный
- Глава 46. Евгения Козырева
- Глава 47. Алексей Эйбоженко
- Глава 48. Андрей Болтнев
- Глава 49. Наталья Вилькина
- Глава 50. Ролан Быков
- Глава 51. Борис Новиков

### 1999 год
- Глава 52. Владимир Дружников
- Глава 53. Леонид Марков
- Глава 54. Руфина Нифонтова
- Глава 55. Люсьена Овчинникова
- Глава 56. Иван Лапиков
- Глава 57. Виталий Доронин
- Глава 58. Елена Майорова
- Глава 59. Андрей Попов
- Глава 60. Владимир Басов
- Глава 61. Юрий Пузырёв

### 2000 год
- Глава 62. Игорь Нефёдов
- Глава 63. Николай Гриценко
- Глава 64. Глеб Стриженов
- Глава 65. Вадим Бероев
- Глава 66. Константин Сорокин
- Глава 67. Георгий Юматов
- Глава 68. Олег Борисов
- Глава 69. Александр Демьяненко

### 2001 год
- Глава 70. Всеволод Санаев
- Глава 71. Николай Сергеев
- Глава 72. Виктор Авдюшко
- Глава 73. Борис Андреев
- Глава 74. Анатолий Ромашин
- Глава 75. Всеволод Ларионов
- Глава 76. Валерий Носик
- Глава 77. Сергей Филиппов
- Глава 78. Олег Жаков
- Глава 79. Иннокентий Смоктуновский

### 2002 год
- Глава 80. Фёдор Никитин
- Глава 81. Леонид Дьячков
- Глава 82. Ростислав Плятт
- Глава 83. Михаил Глузский
- Глава 84. Юрий Волынцев
- Глава 85. Виталий Соломин
- Глава 86. Алла Балтер
- Глава 87. Юрий Катин-Ярцев
- Глава 88. Галина Соколова
- Глава 89. Владимир Кенигсон
- Глава 90. Мария Виноградова
- Глава 91. Владимир Самойлов
- Глава 92. Софья Пилявская
- Глава 93. Иван Любезнов
- Глава 94. Роман Ткачук
- Глава 95. Виктор Хохряков

### 2003 год
- Глава 96. Ольга Викландт
- Глава 97. Мария Миронова
- Глава 98. Николай Ерёменко-мл.
- Глава 99. Вера Марецкая
- Глава 100. Андрей Ростоцкий
- Глава 101. Пётр Глебов
- Глава 102. Юрий Гребенщиков
- Глава 103. Юрий Васильев
- Глава 104. Вера Орлова
- Глава 105. Владимир Белокуров
- Глава 106. Готлиб Ронинсон
- Глава 107. Лев Свердлин
- Глава 108. Борис Ливанов
- Глава 109. Александр Фатюшин
- Глава 110. Борис Тенин
- Глава 111. Андрей Миронов
- Глава 112. Борис Иванов
- Глава 113. Борис Бабочкин
- Глава 114. Леонид Филатов